# Stenostephanus
Stenostephanus is een geslacht van planten uit de acanthusfamilie (Acanthaceae). De soorten komen voor van Mexico in het noorden tot in het zuidelijke deel van tropisch Zuid-Amerika.

## Soorten
- Stenostephanus aglaus (Leonard) J.R.I.Wood
- Stenostephanus alushii T.F.Daniel
- Stenostephanus ampelinus (Leonard) J.R.I.Wood
- Stenostephanus anderssonii Wassh.
- Stenostephanus asplundii (Wassh.) Wassh.
- Stenostephanus atropurpureus (Lindau) J.R.I.Wood
- Stenostephanus azureus (D.N.Gibson) T.F.Daniel
- Stenostephanus breedlovei T.F.Daniel
- Stenostephanus charien (Leonard) J.R.I.Wood
- Stenostephanus charitopes (Leonard) J.R.I.Wood
- Stenostephanus chiapensis T.F.Daniel
- Stenostephanus clarkii Wassh.
- Stenostephanus cleefii (Wassh.) J.R.I.Wood
- Stenostephanus cochabambensis Wassh.
- Stenostephanus crenulatus (Britton ex Rusby) Wassh.
- Stenostephanus cuatrecasasii (Leonard) J.R.I.Wood
- Stenostephanus cyaneus (Lindau) J.R.I.Wood
- Stenostephanus davidsonii Wassh.
- Stenostephanus diversicolor (Lindau) J.R.I.Wood
- Stenostephanus enarthrocoma (Leonard) J.R.I.Wood
- Stenostephanus florifer (Leonard) J.R.I.Wood
- Stenostephanus glaber (Leonard) T.F.Daniel
- Stenostephanus gracilis (Oerst.) T.F.Daniel
- Stenostephanus guerrerensis T.F.Daniel
- Stenostephanus haematodes (Schltdl.) T.F.Daniel
- Stenostephanus harleyi (Wassh.) T.F.Daniel
- Stenostephanus hispidulus (Leonard) J.R.I.Wood
- Stenostephanus holm-nielsenii Wassh.
- Stenostephanus hondurensis T.F.Daniel
- Stenostephanus jamesonii (Wassh.) Wassh.
- Stenostephanus kirkbridei (Wassh.) J.R.I.Wood
- Stenostephanus krukoffii Wassh.
- Stenostephanus lamprus (Leonard) J.R.I.Wood
- Stenostephanus lasiostachyus Nees
- Stenostephanus latifolius (Wassh.) J.R.I.Wood
- Stenostephanus latilabris (D.N.Gibson) T.F.Daniel
- Stenostephanus laxus (Wassh.) Wassh.
- Stenostephanus leonardianus (J.R.I.Wood) J.R.I.Wood
- Stenostephanus lobeliiformis Nees
- Stenostephanus longistaminus (Ruiz & Pav.) V.M.Baum
- Stenostephanus lugonis (Wassh.) Wassh.
- Stenostephanus luteynii (Wassh.) Wassh.
- Stenostephanus lyman-smithii Wassh.
- Stenostephanus macrochilus (Lindau) J.R.I.Wood
- Stenostephanus macrolobus (Lindau) J.R.I.Wood
- Stenostephanus madrensis T.F.Daniel
- Stenostephanus magdalenensis (Wassh.) J.R.I.Wood
- Stenostephanus maximus (J.R.I.Wood) J.R.I.Wood
- Stenostephanus monolophus (Donn.Sm.) T.F.Daniel
- Stenostephanus oaxacanus T.F.Daniel
- Stenostephanus pilosus (Leonard) J.R.I.Wood
- Stenostephanus puberulus Lindau
- Stenostephanus purpusii (Brandegee) T.F.Daniel
- Stenostephanus putumayensis (Leonard) J.R.I.Wood
- Stenostephanus pycnostachys (Leonard) J.R.I.Wood
- Stenostephanus pyramidalis (Lindau) Wassh.
- Stenostephanus racemosus (J.R.I.Wood) J.R.I.Wood
- Stenostephanus reflexiflorus (Leonard) J.R.I.Wood
- Stenostephanus ruberrimus (D.N.Gibson) T.F.Daniel
- Stenostephanus sanguineus (Nees) Wassh.
- Stenostephanus scolnikae (Leonard) J.R.I.Wood
- Stenostephanus sessilifolius (Oerst.) T.F.Daniel
- Stenostephanus silvaticus (Nees) T.F.Daniel
- Stenostephanus spicatus Wassh. & J.R.I.Wood
- Stenostephanus sprucei (Lindau) Wassh. & J.R.I.Wood
- Stenostephanus suburceolatus J.R.I.Wood
- Stenostephanus syscius (Leonard) J.R.I.Wood
- Stenostephanus tacanensis (Acosta & R.Fernández) T.F.Daniel
- Stenostephanus tachirensis (Wassh.) J.R.I.Wood
- Stenostephanus tenellus Wassh. & J.R.I.Wood
- Stenostephanus wallnoeferi Wassh.
- Stenostephanus xanthothrix (Leonard) J.R.I.Wood
- Stenostephanus zuliensis (Wassh.) J.R.I.Wood

... · 
Acanthopsis · 
Acanthus · 
Achyrocalyx · 
Afrofittonia · 
Ambongia · 
Ancistranthus · 
Andrographis · 
Angkalanthus · 
Anisacanthus · 
Anisosepalum · 
Anisotes · 
Anomacanthus · 
Aphanosperma · 
Aphelandra · 
Ascotheca · 
Asystasia · 
Avicennia · 
Ballochia · 
Barleria · 
Barleriola · 
Blepharis · 
Borneacanthus · 
Boutonia · 
Brachystephanus · 
Bravaisia · 
Brillantaisia · 
Brunoniella · 
Calacanthus · 
Calycacanthus · 
Camarotea · 
Carlowrightia · 
Celerina · 
Cephalacanthus · 
Chalarothyrsus · 
Chamaeranthemum · 
Chileranthemum · 
Chlamydacanthus · 
Chlamydocardia · 
Chorisochora · 
Chroesthes · 
Clinacanthus · 
Clistax · 
Codonacanthus · 
Conocalyx · 
Cosmianthemum · 
Crabbea · 
Crossandra · 
Crossandrella · 
Cyclacanthus · 
Cynarospermum · 
Cyphacanthus · 
Danguya · 
Dasytropis · 
Dichazothece · 
Dicladanthera · 
Dicliptera · 
Dischistocalyx · 
Duosperma · 
Dyschoriste · 
Ecbolium · 
Echinacanthus · 
Elytraria · 
Encephalosphaera · 
Eranthemum · 
Eremomastax · 
Filetia · 
Fittonia · 
Forcipella · 
Glossochilus · 
Graphandra · 
Graptophyllum · 
Gymnostachyum · 
Gypsacanthus · 
Hansteinia · 
Haplanthodes · 
Harpochilus · 
Hemigraphis · 
Henrya · 
Herpetacanthus · 
Heteradelphia · 
Holographis · 
Hoverdenia · 
Hulemacanthus · 
Hygrophila · 
Hypoestes · 
Ichthyostoma · 
Isoglossa · 
Isotheca · 
Jadunia · 
Justicia · 
Kalbreyeriella · 
Kosmosiphon · 
Kudoacanthus · 
Lankesteria · 
Leandriella · 
Lepidagathis · 
Megalochlamys ·
Ruellia · 
Strobilanthes · 
Thunbergia · 
...